# Ruta del Sol 2020
De 66e editie van de wielerwedstrijd Ruta del Sol vond plaats in 2020 van 19 tot en met 23 februari. De start is in Alhaurín de la Torre, de finish in Mijas. De ronde maakt deel uit van de UCI ProSeries 2020-kalender. In 2019 won de Deen Jakob Fuglsang.

## Deelname
Er gingen acht UCI World Tour-ploegen, twaalf UCI ProTeams en een continentaal team van start, waarbij Bingoal-Wallonie Bruxelles met vijf, AG2R La Mondiale met zes en de overige 19 met elk zeven renners van start gingen wat het totaal op 144 deelnemers bracht.
| WorldTour | ProTeam | ProTeam | Continentaal       |
| --- | --- | --- | ------------------ |
| AG2R La Mondiale Astana Pro Team Bahrain McLaren Lotto Soudal Mitchelton-Scott Movistar Team Team Jumbo-Visma UAE Team Emirates | Alpecin-Fenix Arkéa-Samsic B&B Hotels-Vital Concept p/b KTM Bingoal-Wallonie Bruxelles Burgos-BH Caja Rural-Seguros RGA | Circus-Wanty-Gobert Fundación-Orbea Gazprom-RusVelo Riwal Readynez Cycling Team Sport Vlaanderen-Baloise Total Direct Energie | Equipo Kern Pharma |

## Etappe-overzicht
| Etappe | Datum       | Start                | Finish    | Type                | Afstand  | Winnaar         | Klassementsleider |
| ------ | ----------- | -------------------- | --------- | ------------------- | -------- | --------------- | ----------------- |
| 1      | 19 februari | Alhaurín de la Torre | Grazalema | Bergrit             | 173,8 km | Jakob Fuglsang  | Jakob Fuglsang    |
| 2      | 20 februari | Sevilla              | Iznájar   | Heuvelrit           | 198,1 km | Gonzalo Serrano | Jakob Fuglsang    |
| 3      | 21 februari | Jaén                 | Úbeda     | Heuvelrit           | 175,9 km | Jakob Fuglsang  | Jakob Fuglsang    |
| 4      | 22 februari | Villanueva Mesía     | Granada   | Bergrit             | 125 km   | Jack Haig       | Jakob Fuglsang    |
| 5      | 23 februari | Mijas                | Mijas     | Individuele tijdrit | 13 km    | Dylan Teuns     | Jakob Fuglsang    |

## Klassementenverloop
| Etappe       | Winnaar         | Algemeen klassement · | Puntenklassement · | Bergklassement · | Sprintklassement · | Ploegenklassement · |
| ------------ | --------------- | --------------------- | ------------------ | ---------------- | ------------------ | ------------------- |
| 1            | Jakob Fuglsang  | Jakob Fuglsang        | Jakob Fuglsang     | Jakob Fuglsang   | Jakob Fuglsang     | Bahrain McLaren     |
| 2            | Gonzalo Serrano | Jakob Fuglsang        | Jakob Fuglsang     | Jakob Fuglsang   | Jakob Fuglsang     | Bahrain McLaren     |
| 3            | Jakob Fuglsang  | Jakob Fuglsang        | Jakob Fuglsang     | Jakob Fuglsang   | Floris De Tier     | Bahrain McLaren     |
| 4            | Jack Haig       | Jakob Fuglsang        | Jakob Fuglsang     | Jakob Fuglsang   | Floris De Tier     | Bahrain McLaren     |
| 5            | Dylan Teuns     | Jakob Fuglsang        | Jakob Fuglsang     | Floris De Tier   |                    |                     |
| 0Eindstanden | 0Eindstanden    | Jakob Fuglsang        | Jakob Fuglsang     | Floris De Tier   |                    |                     |

1925 · 1926-1954 · 1955 · 1956 · 1957 · 1958 · 1959 · 1960 · 1961 · 1962 · 1963 · 1964 · 1965 · 1966 · 1967 · 1968 · 1969 · 1970 · 1971 · 1972 · 1973 · 1974 · 1975 · 1976 · 1977 · 1978 · 1979 · 1980 · 1981 · 1982 · 1983 · 1984 · 1985 · 1986 · 1987 · 1988 · 1989 · 1990 · 1991 · 1992 · 1993 · 1994 · 1995 · 1996 · 1997 · 1998 · 1999 · 2000 · 2001 · 2002 · 2003 · 2004 · 2005 · 2006 · 2007 · 2008 · 2009 · 2010 · 2011 · 2012 · 2013 · 2014 · 2015 · 2016 · 2017 · 2018 · 2019 · 2020 · 2021 · 2022 · 2023 · 2024 · 2025